# Fourques-sur-Garonne
 Fourques-sur-Garonne  là một xã thuộc tỉnh Lot-et-Garonne trong vùng Nouvelle-Aquitaine phía tây nam nước Pháp. Xã này nằm ở khu vực có độ cao trung bình 28 mét trên mực nước biển.